# Аква Сотера (Рим)
Аква Сотера (итал. Acqua Sotterra) је насеље у Италији у округу Рим, региону Лацио.
Према процени из 2011. у насељу је живело 374 становника. Насеље се налази на надморској висини од 141 м.